# Carlton (Selby)
Pour les articles homonymes, voir Carlton.
Carlton est un village et une paroisse civile du Yorkshire du Nord, en Angleterre.